# Madame Bovary (película de 2014)
Madame Bovary es una película de Sophie Barthes de 2014. Es una nueva adaptación del clásico homónimo de Gustave Flaubert y con la presencia de Mia Wasikowska, Ezra Miller, Logan Marshall-Green, Henry Lloyd-Hughes, Paul Giamatti, Rhys Ifans, y Laura Carmichael en los papeles principales.

## Sinopsis
La joven Emma Rovault (Mia Wasikowska) es la hermosa hija única de un humilde granjero, que acaba casada con Carlos Bovary (Henry Lloyd-Hughes), un doctor viudo de una pequeña ciudad. Aburrida y desencantada de su vida matrimonial con el médico rural y sofocada por la vida en la pequeña urbe, la inquieta Emma Bovary perseguirá sus sueños dejándose llevar por la pasión y la emoción, empezando varias relaciones extra conyugales, sea cual sea el precio.

## Argumento
Emma Rovault, hija única de un humilde granjero de Berteaux, contrae matrimonio con Charles Bovary, un doctor de una pequeña ciudad. Emma, transgresora, romántica y soñadora, pronto es consciente del enorme vacío que provoca su matrimonio en su interior, por lo que buscará consuelo en numerosas relaciones extra conyugales que deben servirle para colmar sus deseos más íntimos, así como ascender en su estatus social.

## Reparto
- Mia Wasikowska	... Emma Bovary
- Ezra Miller	... Leon Dupuis
- Logan Marshall-Green ... Marqués de Andervilliers
- Henry Lloyd-Hughes ... Charles Bovary
- Rhys Ifans	... Monsieur Lheureux
- Laura Carmichael	... Henriette
- Paul Giamatti	... Monsieur Homais
- Olivier Gourmet	... Monsieur Rouault
- Luke Tittensor	... Hippolyte
- Richard Cordery	... Abbé Bournisien
- Wendy Nottingham	... Madame Homais
- Simon Muller	... Monsieur Dubocage
- Simon Paisley Day	... Alguacil
- Morfydd Clark	... Camille
- Romeo Fidanza	... Cantante de recital